# Isola di Sitklan
L'isola di Sitklan (Sitklan Island) è una delle isole dell'Arcipelago Alessandro, nell'Alaska sud-orientale, Stati Uniti d'America. Amministrativamente appartiene al Borough di Ketchikan Gateway e si trova all'interno della Tongass National Forest. È una delle isole più meridionali dell'arcipelago.

## Etimologia
Il nome deriva da un nome indiano riportato da G. Davidson della U.S. Coast and Geodetic Survey (USC & GS) in una pubblicazione del 1869.

## Geografia
L'isola è lunga circa 5 km (asse nord/ovest - sud/est). L'altitudine massima è di 200 metri.
Intorno all'isola sono presenti le seguenti masse d'acqua (da nord in senso orario):
- Nord: canale di Sitklan (Sitklan Passage)[5] 54°45′50″N 130°41′33″W - Divide l'isola di Sitklan dal continente.
- Est: canale di Tongass (Tongass Passage)[6] 54°44′39″N 130°38′10″W - Divide l'isola di Sitklan dall'isola di Wales (Wales island).
- Sud: stretto di Dixon (Dixon Entrance)[7] 54°43′00″N 131°31′17″W
- Ovest: canale di Lincoln (Lincoln Channel)[8] 54°44′45″N 130°42′12″W - Divide l'isola di Sitklan dall'isola di Kanagunut (Kanagunut Island).

Sull'isola sono presenti i seguenti promontori:
- Promontorio di Mansfield (Point Mansfield)[9] 54°45′48″N 130°40′28″W - Il promontorio ha una elevazione di 27 metri e si trova nel nord dell'isola.
- Promontorio di Island (Island Point)[10] 54°43′50″N 130°38′43″W - Il promontorio ha una elevazione di 20 metri e si trova nel sud dell'isola.

Al centro dell'isola è presente la collina Klan (Klan Hill) 54°45′01″N 130°41′18″W - La collina è alta 181 metri.
L'isola è circondata nelle immediate vicinanze dalle seguenti altre isole:
- Isola di Tongass (Tongass Islad): 1,2 chilometri a nord.
- Isola di Kanagunut (Kanagunut Islad): 60 metri a ovest.
- Isola di Wales (Wales Island): 1,2 chilometri a est.

In direzione mord/est, sul lato ovest, un profondo fiordo (lungo 1,7 chilometri e largo più o meno 50 metri) divide a metà l'isola.

## Parchi e aree protette
L'isola, insieme all'isola di Kanagunut, è compresa nella parte più meridionale del Misty Fiords National Monument. Un Parco nazionale dell'Alaska situato a circa 64 km ad est di Ketchikan (Alaska).55°19′38.9″N 131°29′11.17″W